# Ryggsåg

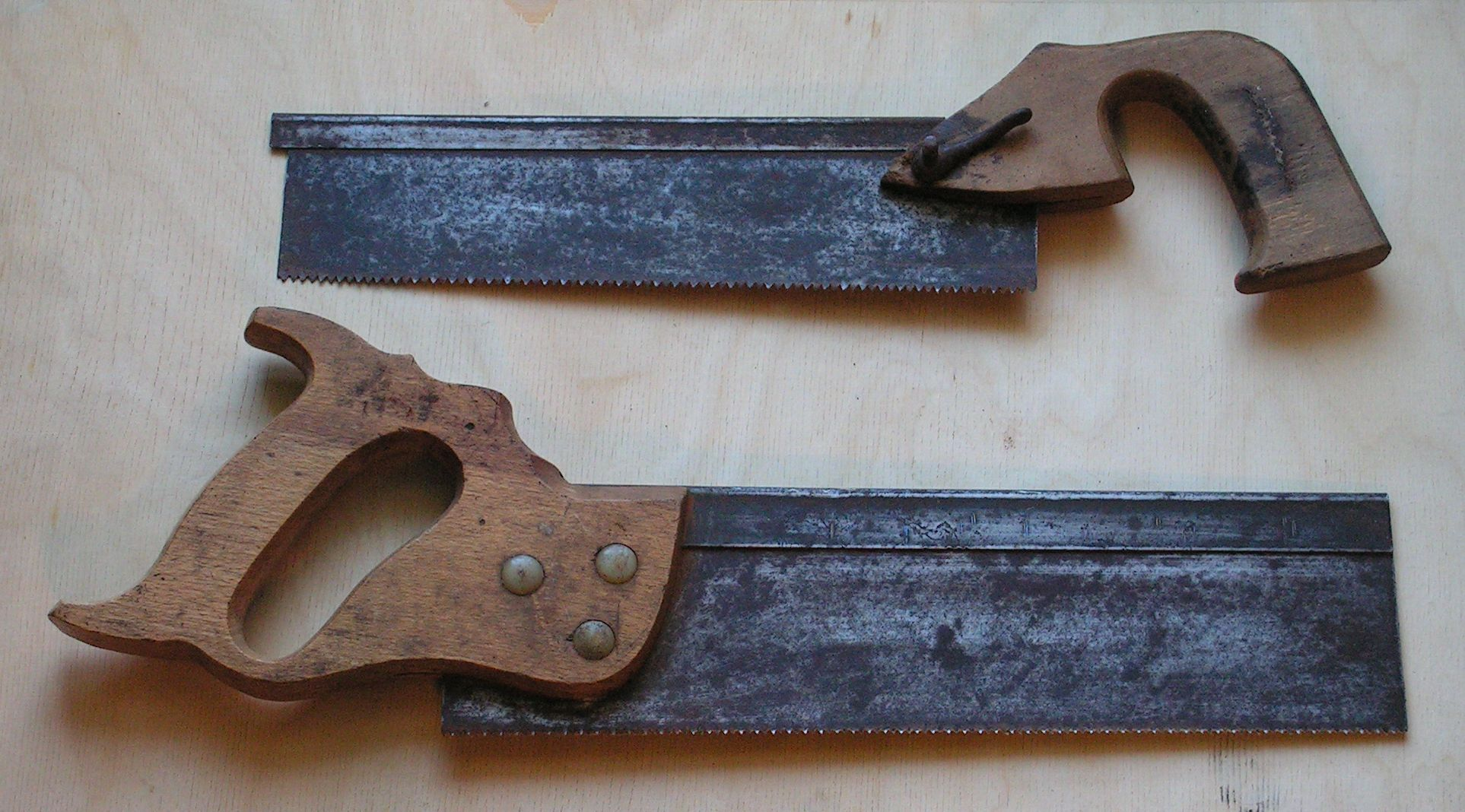
Två äldre versioner av ryggsågar.

Ryggsåg är en typ av såg som används främst vid sågning av geringar i geringslåda eller inom finsnickeri till att såga ut olika typer av träskarv förband såsom fingerskarv, laxstjärtskarv m.fl. Ryggsågens kännetecken är den tjockare överkanten (ofta en dubbelvikt stål- eller mässingsrygg) som dels ger sågen stadga och dels förhindrar att sågen når botten av geringslådan. Tänderna på denna typ av såg har liten eller ingen skränkning. Det finns också ryggsågar som har tänder för antingen klyvsågning eller kapsågning. 